# Kitwana Rhymer
Kitwana Rhymer (Saint Thomas, 22 maggio 1978) è un ex cestista americo-verginiano, professionista nella NBDL.

## Carriera
Con le Isole Vergini Americane ha disputato due edizioni dei Campionati americani (2007, 2009).